# 西峡县
西峡县，原名西峡口，因位于南阳西侧的峡口而得名，是中国河南省南阳市下辖的一个县，人口為45万人，总面积3454平方公里。森林及水資源豐富。这里是楚文化的发祥地，中国屈原文化的遗存地，屈原“扣马谏王”的故事就发生在这里。1993年在該縣出土數千枚恐龍蛋化石，因此又被稱作「恐龍之鄉」。县人民政府駐城关镇。

## 历史

### 古代史
- 西周初年乃古鄀国属地，并设为白羽邑。
- 公元前524年至506年为许国国都。秦、汉置析县，县域延及今淅川县南部。
- 西魏于今域置中乡县。
- 隋改中乡为内乡。
- 唐朝开元二十四年（736年），在今西峡境内设内乡、菊潭二县。
- 周朝显德三年（956年），废菊潭入内乡，县域由西峡延至今内乡县城一带。由秦迄金，县治均在今西峡县城。
- 元朝初期县治由今西峡县城迁至渚阳镇（今内乡县城），原县城改名峡口镇，设巡检司。
- 明、清沿袭旧制。

### 近代史
- 民国废巡检司，于西峡境设区（镇）、乡，仍为内乡县属，1930年实施宛西自治。
- 1948年5月6日西峡解放，从内乡分出建立西峡县。
- 1949年1月撤销西峡县建置，复并入内乡。同年12月，西峡重新建县，含原属淅川县之西坪区。

## 人口
根據第七次人口普查數據，截至2020年11月1日零時，西峽縣常住人口450418人。

## 地理
西峡县位于伏牛山南麓，东经111°01′ - 111°46′，北纬33°05′ - 33°48′。全县以中山、低山为主，北部伏牛山主峰老界岭是自西向东走向，侧脉由北向南延伸，地势从西北到东南倾斜。全县最高峰为老界岭主峰犄角尖海拔2212.5米，最低点海拔181米，位于丹水镇马边村。

### 河流
菊潭又称菊水，《汉书·地理志》记载:“析，黄水出黄谷，鞠水出析谷，俱东至郦入湍水。”唐代颜师古注：“鞠水即今所谓菊潭也”（析即析县，今西峡县）。东汉应劭的《风俗通义》中载:“其山有大菊谷，水从山下流，得菊花滋液，味甚甘美，谷中三十余家，不复穿井，皆饮此水，上寿百二三十，中寿百岁，下寿七八十......”。
【老鹳河】又名鹳河，古名斯水、均水、析水。因从前河两岸绿树成荫，多鹳鸟栖息，名老鹳河。后人沿河筑堰修坝，引水灌田，又名老灌河。[1]发源于栾川县冷水乡南泥湖村，经西峡、淅川县境注入丹江，区内长150．3公里，流域面积3204．5平方公里，丹江水库蓄水后淅川县上集乡奕子营以下为库区。西峡境内河长109．4公里，河槽宽50～350米，槽底比降1/2000～1/3000。淅川境内河长40．9公里，河床宽250～800米，河槽深5～7米，河底比降1/3000～1/6000。
老鹳河的主要支流有丁河、蛇尾河、烟镇河、军马河、古庄河、万沟河、九里沟河、野牛沟河、子母沟河、锁河、水田河等，流域面积均在50平方公里以上，呈树枝状汇入干流。多年平均径流量为8．68亿立方米，最大年径流量可达20．5亿立方米，秋季径流量明显大于春季。河流多年平均流量28．68立方米/秒（1954～1978年西峡站），最大流量6030立方米/秒（1958年7月16日西峡站）。河流流经深山区，泥沙含量小，多年平均含沙量1．45公斤/立方米，最大值3。86公斤/立方米（1958年）。河流平均水温14．2～15．4OC，初冰期11月12日～l月7日，终冰期 1月 23日～3月 3日。河水矿化度为 121．2～152．0毫克/升，硬度 2．11～2．50毫克当量/升，总离子含量250毫克/升。

## 气候
西峡处于暖温带与北亚热带分界线、湿润区与半湿润区分界线，属北亚热带季风型大陆性气候，气候温和，雨量适中，光照充足，年均气温15.2°C，降雨量850毫米左右，无霜期为236.2天，日照2019小时。
| 西峡县            | 西峡县      | 西峡县      | 西峡县      | 西峡县      | 西峡县      | 西峡县      | 西峡县      | 西峡县      | 西峡县      | 西峡县      | 西峡县      | 西峡县      | 西峡县        |
| 月份              | 1月         | 2月         | 3月         | 4月         | 5月         | 6月         | 7月         | 8月         | 9月         | 10月        | 11月        | 12月        | 全年          |
| ----------------- | ----------- | ----------- | ----------- | ----------- | ----------- | ----------- | ----------- | ----------- | ----------- | ----------- | ----------- | ----------- | ------------- |
| 平均高温 °C（°F） | 6 (43)      | 9 (48)      | 14 (57)     | 21 (70)     | 25 (77)     | 29 (84)     | 31 (88)     | 29 (84)     | 25 (77)     | 20 (68)     | 14 (57)     | 8 (46)      | 19 (67)       |
| 平均低温 °C（°F） | −5 (23)     | −3 (27)     | 2 (36)      | 8 (46)      | 12 (54)     | 17 (63)     | 20 (68)     | 19 (66)     | 14 (57)     | 8 (46)      | 2 (36)      | −4 (25)     | 8 (46)        |
| 平均降水量 cm（） | 0.48 (0.19) | 0.98 (0.39) | 1.96 (0.77) | 2.96 (1.17) | 4.81 (1.89) | 6.36 (2.50) | 8.41 (3.31) | 8.36 (3.29) | 5.84 (2.30) | 3.96 (1.56) | 1.49 (0.59) | 0.53 (0.21) | 46.14 (18.17) |
| 来源：MSN气象     |             |             |             |             |             |             |             |             |             |             |             |             |               |

## 资源
水资源：境内有河流562条，中小型水库66座，年均水资源总量12.9亿立方米，人均水资源为全省人均的6倍。
林业资源：全县森林覆盖率76.8%，被国家林业局命名为“中国名优特经济林--猕猴桃之乡”。主要珍稀植物银杏、七叶树（娑罗树）被称为植物活化石。
中药资源：西峡盛产天然中药材1328种、279科，其中纳入药典目录的名贵中药材l50多种，山茱萸产量占全国的70%，获中国地理标志产品认证，是国家林业局命名的“中国名优特经济林--山茱萸之乡”。
矿产资源：西峡已探明有价值的矿藏5类、38种。金属矿有磁铁、铬铁、铜、铅、金、银等；非金属及耐火材料有石墨、红柱石、海泡石等；建筑材料有大理石、花岗岩、石灰石、石英等；化工原料有莹石、重晶石等；还有特种非金属工艺材料水晶、冰洲石、玉石、云母等。航天工业必不可少的原材料金红石储量上亿吨，极具开发潜力；红柱石储量居全国之首；镁橄榄石储量10亿吨居，亚洲前列；石墨是国内罕见的大型露天富矿。

## 行政区划
西峡县下辖3个街道办事处、15个镇、1个乡：
白羽街道、紫金街道、莲花街道、丹水镇、西坪镇、双龙镇、回车镇、丁河镇、桑坪镇、米坪镇、五里桥镇、重阳镇、太平镇、阳城镇、二郎坪乡、石界河镇、军马河镇、田关镇和寨根乡。

## 交通
国道： 209国道（苏尼特左旗至北海，境内长37公里）、 311国道（连云港至栾川，境内长81.9公里）、 312国道（上海至霍尔果斯，境内长90.6公里）、 345国道（启东至那曲）；
省道： 331省道（卢氏豫陕交界至西峡）、 335省道（驻马店经邓州、淅川至西峡）、 249省道（二郎坪至内乡板场界13.5公里），干线公路总里程312公里；
县道：回车八龙庙至丹水、双龙经彪池至县城、寨根方庄至丁河、桑坪黄沙至西坪花园关、丹水袁店至田关；
高速：宛坪高速（南阳至西坪）贯穿全县; 三淅高速（三门峡至淅川）贯穿全境，尧栾西高速 渑淅高速即将通车。
铁路：宁西铁路（南京至西安）穿越西峡，宁西铁路复线于2015年末开通。浩吉铁路（浩勒报吉至吉安）(原蒙华铁路,运煤专线,暂无客运业务)于2019年9月末通车。

## 经济

### 农业
全县耕地总资源32.9万亩，“果、菌、药”是其农业的三大支柱产业，以猕猴桃为主的林果业种植面积达20万亩；以山茱萸为主的中药材产业，面积达到28万亩，药材山茱萸达22万亩，占全国总产量的70%；食用菌产业年产量17万吨，占全国的10%。目前，该县拥有双龙香菇市场、丹水猕猴桃市场、米坪中药材市场等专业市场13个。以宛药集团公司、华邦食品公司、猕猴桃开发总公司和发源肉联厂为代表的农业龙头企业达30多家。全县已注册农副产品28种，有21种菌果被欧盟国际生态中心确定为天然有机食品。

### 工业
炼钢及炼钢辅助材料产业群的代表企业达到家60多家，代表企业有龙成集团、西保集团和通宇公司，炼钢产业以南阳汉冶钢铁有限公司为龙头。
汽车配件铸造产业群，以河南西峡汽车水泵股份有限公司、西峡县内燃机进排气管有限公司、西峡县特种材料铸造有限公司为龙头，企业达到14家。

## 名胜古迹

### 风景名胜
- 老界岭：海拔2212.5米的中原第一峰犄角尖，被誉为“长江黄河分水岭，八百里伏牛凌绝顶”。
- 西峡恐龙遗址园：是国家4A级旅游景区。
- 龙潭沟：山秀石奇、水澈潭幽、瀑高林茂，堪称“中原一绝”。
- 鹳河中原第一漂：有惊无险，刺激绝伦。
- 五道幢：是攀岩探险觅奇理想之地。
- 云华蝙蝠洞：数万只蝙蝠共栖一洞，乃世界奇观；地下宫殿荷花洞，更显大自然的鬼斧神工。
- 伏牛大峡谷：九曲连环、巨石林立、幽谷碧潭，被誉为“武夷山水、漓江画廊”。
- 老君洞：道教文化底蕴深厚。
- 寺山国家森林公园：林海碧涛、卵形鸟语花香，更有半山仙景；燃灯寺点缀其中，雄伟壮观。

### 古迹
- 析邑故城，位于西峡县城东北的莲花寺岗，土岗南北向，西邻淅水(老灌河)。城平面呈长方形，东墙长700米，南墙长500米，西墙长750米，北墙长400米。夯层厚约8厘米，城内文化层厚1米多，有战国时期板瓦、筒瓦、瓮、罐等，城周发现有铜镞，有的铜镞成束，在北部发现有战国时墓葬，出土有铜鼎等，此城为春秋时期的楚国析邑，又名白羽城，被列为省级重点文物保护单位。
- 屈原岗（屈原冈），位于西峡县城东南12公里回车镇霄山北面的山脚下，相传战国时期的张仪离间楚、齐之间的关系，许诺将秦商於一带送给楚国。大队楚兵沿着商於古道行至这道山岭时，被飞骑而至的屈原拦住了去路，他“扣马而谏”曰：“大王，秦乃虎狼之国，不可信，不如勿行。”辇中的楚怀王一心去武关会盟秦昭王，不顾苦谏，仍驱车西行。屈原仰天长叹、忧郁而归。其结果是楚怀王听信谗言，身入虎狼之秦，被俘受辱，客死于秦。从此，屈原扣马而谏的山冈被当地人称作“屈原冈”。

## 名人
- 庞掌运
- 别廷芳
- 张清杰，现任武汉理工大学校长
- 刘炯天，现任河南政协副主席，郑州大学校长
- 石正麗：武漢病毒研究所所長

## 特产
- 西峡香菇
- 西峡山茱萸、西峡猕猴桃：中国地理标志产品。